# Willy Dupont
Willy Dupont is een Belgisch voormalig jiujitsuka.

## Levensloop
Dupont behaalde brons in de gewichtsklasse -85kg op de wereldkampioenschappen van 2008 in het Zweedse Malmö. Tevens werd hij dat jaar vice-Europees kampioen in het Montenegrijnse Podgorica. Hij nam ook deel aan de Wereldspelen van 2009 in het Taiwanese Kaohsiung, alwaar hij vijfde werd in zijn gewichtsklasse.